# جونغ يو جين
جونغ يو جين (مواليد 19 فبراير 1989) هي ممثلة وعارضة كورية جنوبية شاركت في مسلسل مدرسة موريم: ملحمة الشجعان  وزهرة الثلج.

## الأعمال

### أفلام
| السنة | العنوان     | الدور   |
| ----- | ----------- | ------- |
| 2019  | على موجة حب | هيون غو |

### مسلسلات
| السنة     | العنوان                    | الدور                     | م.            |
| --------- | -------------------------- | ------------------------- | ------------- |
| 2016      | مدرسة موريم: ملحمة الشجعان | تشاي يونغ / هوانغ سيون آه | [ 3 ] [ 4 ]   |
| 2016      | دبليو                      | يون سو هي                 | [ 5 ] [ 6 ]   |
| 2018      | شيء ما في المطر            | كانغ سي يونغ              | [ 7 ]         |
| 2018      | ما تزال في السابعة عشر     | كانغ هي سو                | [ 8 ]         |
| 2019      | الرومانسية هي كتاب مكافأة  | سونغ هاى رين              | [ 9 ]         |
| 2021–2022 | زهرة الثلج                 | جانغ هان نا               | [ 10 ]        |
| 2022      | نداء الستارة               | سونغ هيو رين              | [ 11 ] [ 12 ] |
| 2022      | الزواج الثاني والرغبات     | جين يو هي                 | [ 13 ] [ 14 ] |
| 2023      | النجمة الشهيرة             | تشوي بوم                  | [ 15 ]        |
| 2024      | الحبيب المتطابق            | جانغ مي يون               | [ 16 ]        |

## روابط خارجية
- جونغ يوو-جين على موقع IMDb (الإنجليزية)
- جونغ يوو-جين على موقع قاعدة بيانات الفيلم (الإنجليزية)
- جونغ يوو-جين على موقع كينوبويسك (الروسية)